# 1043 هـ
1043 هـ هي سنة في التقويم الهجري امتدت مقابلةً في التقويم الميلادي بين سنتي 1633 و1634.

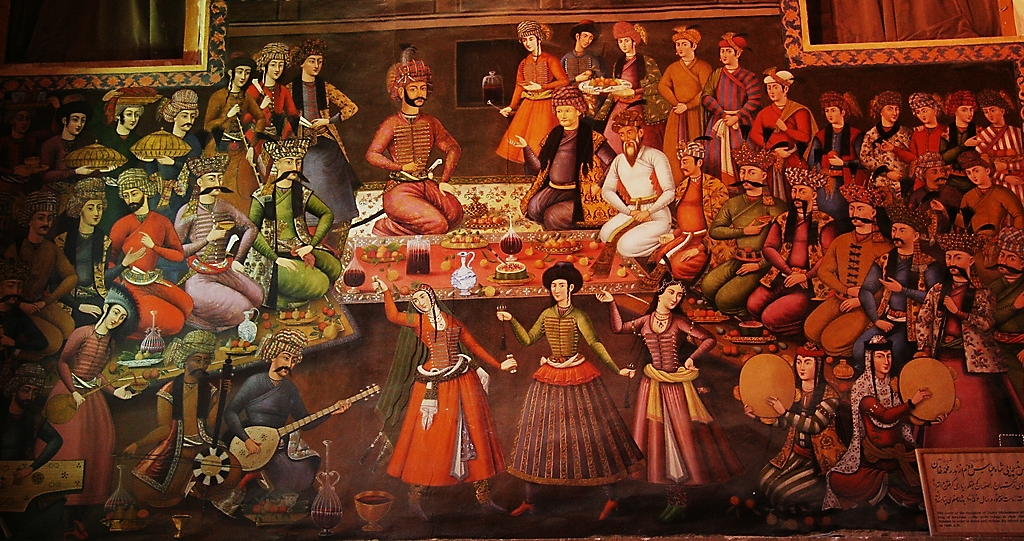
عباس الثاني الصفوي

## مواليد
- مصطفى بن فتح الله الحموي
- عباس الثاني الصفوي